# 노삿푸미사키 등대
노삿푸미사키 등대(일본어: 納沙布岬灯台)는 일본 홋카이도 네무로시에 위치한 등대로, 노삿푸 곶에서 가장 유명한 관광 명소이다.

## 갤러리

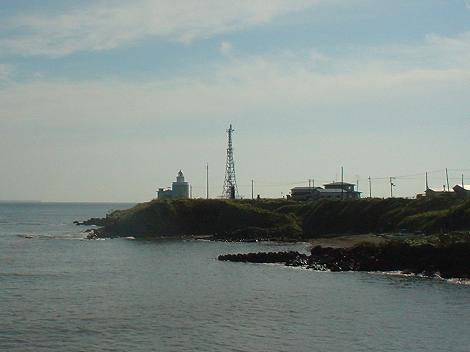
등대에서 멀리 본 풍경